# Marion Jessup
Marion Hall Jessup (nascida Zinderstein)  (EUA, 6 de maio de 1896 — 14 de agosto de 1980) foi uma tenista estadunidense. Medalhista olímpico de prata em duplas mistas com Vincent Richards.

## Grand Slam finais

### Simples: 2 (2 vices)
| Resultado | Ano  | Campeonato         | Piso  | Oponente        | Placar   |
| --------- | ---- | ------------------ | ----- | --------------- | -------- |
| Vice      | 1919 | U.S. Championships | Grama | Hazel Hotchkiss | 6–1, 6–2 |
| Vice      | 1920 | U.S. Championships | Grama | Molla Bjurstedt | 6–3, 6–1 |

### Duplas: (4 títulos, 1 vice)
| Resultado | Ano  | Campeonato         | Piso  | Parceira          | Oponentes                        | Placar        |
| --------- | ---- | ------------------ | ----- | ----------------- | -------------------------------- | ------------- |
| Campeã    | 1918 | U.S. Championships | Grama | Eleanor Goss      | Molla Bjurstedt Mrs. Johan Rogge | 7–5, 8–6      |
| Campeã    | 1919 | U.S. Championships | Grama | Eleanor Goss      | Eleonora Sears Hazel Hotchkiss   | 10–8, 9–7     |
| Campeã    | 1920 | U.S. Championships | Grama | Eleanor Goss      | Eleanor Tennant Helen Baker      | 6–3, 6–1      |
| Campeã    | 1921 | U.S. Championships | Grama | Helen Wills Moody | Molla Mallory Edith Sigourney    | 6–4, 7–9, 6–3 |
| Vice      | 1924 | U.S. Championships | Grama | Eleanor Goss      | Helen Wills Hazel Hotchkiss      | 6–4, 6–3      |

### Duplas Mistas: 1 (1 título)
| Resultado | Ano  | Campeonato         | Piso  | Parceiro         | Oponentes                   | Placar         |
| --------- | ---- | ------------------ | ----- | ---------------- | --------------------------- | -------------- |
| Campeã    | 1919 | U.S. Championships | Grama | Vincent Richards | Florence Ballin Bill Tilden | 2–6, 11–9, 6–2 |